# Флавия Домицилла Младшая
Флавия Домицилла Младшая (лат. Flavia Domitilla Minor; ок. 45 — ок. 69) — дочь римского императора Веспасиана и его жены Флавии Домициллы Старшей.
Флавия Домицилла Младшая была вторым ребёнком в семье Веспасиана: её старшим братом был Тит, а младшим — Домициан (оба будущие римские императоры). В возрасте пятнадцати лет она была выдана замуж за военачальника Квинта Петиллия Цериала, от которого она родила дочь — предположительно будущую христианскую святую Флавию Домициллу.
Домицилла Младшая умерла в 69 году — за три года до восшествия своего отца на престол. Впоследствии она была обожествлена своим братом Домицианом в 85 году, который также посмертно даровал ей титул августы, а в Ферентиуме в её честь был построен храм.